# Columbia (superkontinent)
Columbia, även känd som Nuna och Hudsonland, antas ha varit en av jordens så kallade superkontinenter. Idén om dess existens lades fram 2002 av J.W. Rogers och M. Santosh.

### Fotnoter
1. ↑  ”New Supercontinent Dubbed Columbia Once Ruled Earth”. SpaceDaily. 18 april 2002. http://www.spacedaily.com/news/tectonics-02b.html. Läst 30 augusti 2014.